# Phyllodromica galilaeana
Phyllodromica galilaeana es una especie de cucaracha del género Phyllodromica, familia Ectobiidae. Fue descrita científicamente por Bei-Bienko en 1969.
Habita en Israel.